# 653
سنة 653 م كانت سنة بسيطة تبدأ يوم الثلاثاء (الرابط يظهر نموذج التقويم الكامل للسنة) من التقويم اليولياني. بدأت تسمية السنة ب653 منذ العصور الوسطى المبكرة، عندما أصبح تقويم أنو دوميني هو الأسلوب السائد في أوروبا لتسمية السنوات.

## وفيات
- العباس بن عبد المطلب عمّ رسول الله محمد
- فاطمة بنت عتبة بن ربيعة
- رودوالد ملك اللومبارد
- شيندازيونث